# Ciobanovca, Anenii Noi
Ciobanovca (în germană Hirtenheim) este localitatea de reședință a comunei Ciobanovca, raionul Anenii Noi, Republica Moldova. Satul a fost locuit de germanii basarabeni.

## Demografie
Structură etnică
     moldoveni (64,37%)
     ucraineni (19,78%)
     ruși (13,53%)
     găgăuzi (0,19%)
     bulgari (0,56%)
     români (0,09%)
     evrei (0,09%)
     polonezi (0%)
     țigani (0%)
     alte etnii / nedeclarată (1,39%)
Conform datelor recensământului din 2004, populația localității este de 1.072 locuitori, dintre care 520 (48,51%) bărbați și 552 (51,49%) femei. Structura etnică a populației în cadrul localității arată astfel:
- moldoveni — 690;
- ucraineni — 212;
- ruși — 145;
- găgăuzi — 2;
- bulgari — 6;
- români — 1;
- evrei — 1;
- altele / nedeclarată — 15.